# Darius Strole
Darius Strole (né le 20 mai 1974 à Vilnius) est un coureur cycliste lituanien.

## Palmarès
- 1997
  -  Champion de Lituanie sur route
- 1998
  - Flèche du port d'Anvers
  - 3e du championnat de Lituanie sur route
  - 3e du Grote Prijs Dr. Eugeen Roggeman
- 2000
  - 2e du championnat de Lituanie du contre-la-montre
- 2001
  - Grand Prix Nieuwkerken-Waas
  - 2e du Grand Prix de Geluwe
  - 2e de la Ruddervoorde Koerse
- 2003
  - Tour du Sud de Flandre-Orientale :
    - Classement général
    - 1re et 2e étapes

  - 2e de la Flèche du port d'Anvers
  - 2e du Grand Prix Nieuwkerken-Waas
  - 2e du Grote Prijs Dr. Eugeen Roggeman
- 2004
  - Grand Prix Etienne De Wilde
  - Tour de Liège
- 2005
  - Grand Prix de la ville de Vilvorde
  - 3e du Grand Prix d'Affligem
  - 3e du Grand Prix Nieuwkerken-Waas
- 2006
  - Grand Prix Nieuwkerken-Waas